# Севан (спортивне товариство)
Спортивне товариство «Севан» (вірм. «Սեւան» մարզական ընկերություն) — республіканське сільське добровільне спортивне товариство Вірменської РСР, створене 1951 року під назвою «Колтнтесакан» (կոլտնտեսական, «Колгоспник»). 1956 року «Колтнтесакан» змінив структуру і прийняв до себе колективи профспілкового ДСТ «Урожай».
Республіканська рада товариства «Колтнтесакан» 1956 року видала перший російсько-вірменський спортивний словник. Автор-упорядник С. Акопян у книжечці на 152 сторінок переклав назви 5000 основних спортивних термінів.
Станом на 1960 рік у складі товариства «Колтнтесакан» був 891 колектив фізичної культури, що об'єднував майже 61 тисячу осіб. За підсумками 1959 року товариство підготувало 1 майстра спорту.
Станом на 1972 рік «Севан» об'єднував 111,2 тисячі фізкультурників (з усіх 337,5 тис. фізкультурників республіки).